# Перхач Володимир Степанович

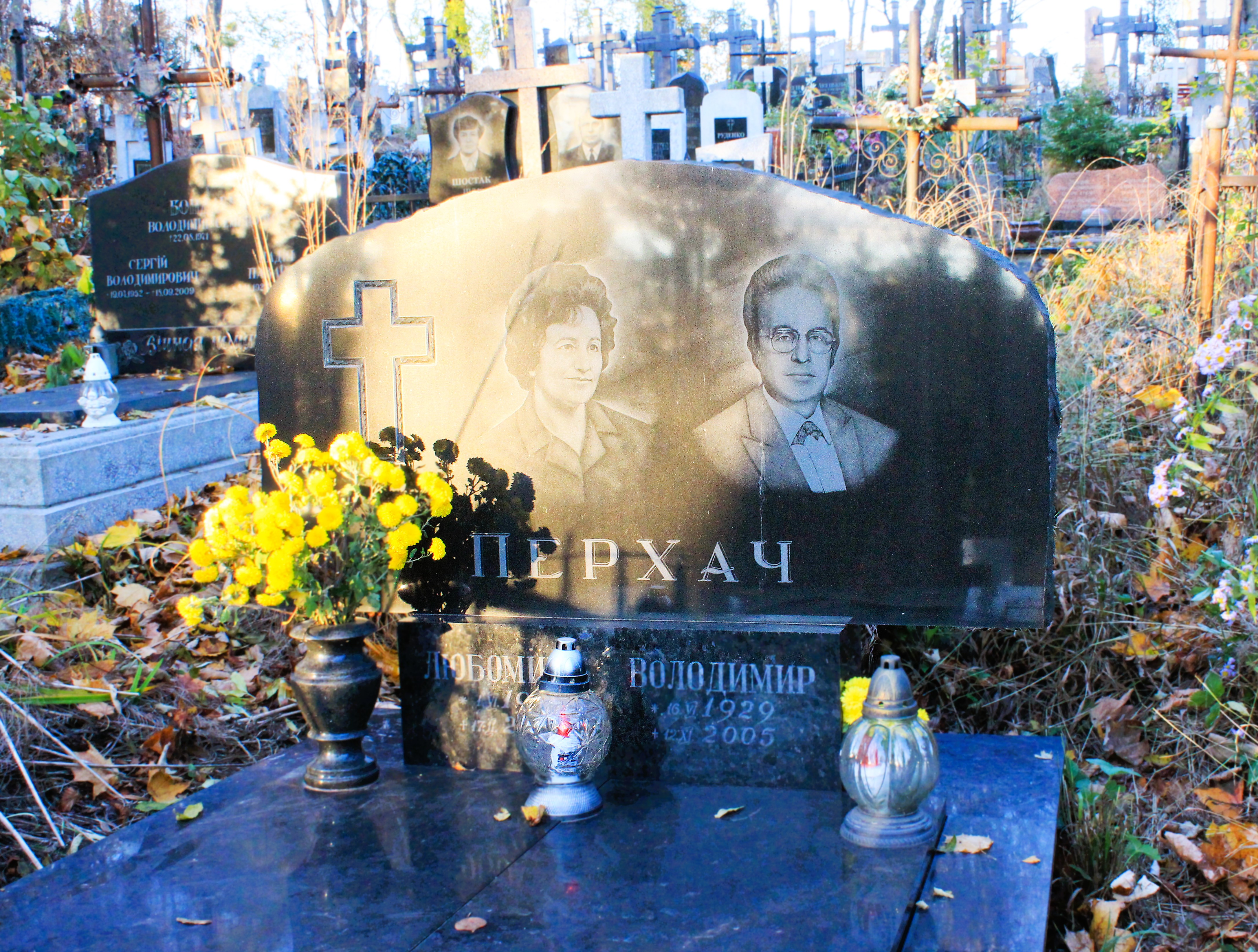
Нагробок на могилі професора Володимира Перхача.

Пе́рхач Володи́мир Степа́нович (16 червня 1929, Мацьковичі — 12 листопада 2005) — український науковець у сфері електротехніки, електроенергетики, обчислювальної математики та математичного моделювання, академік Академії інженерних наук України, член Міжнародного інституту інженерів-електриків, доктор технічних наук, професор. Лауреат Державної премії України в галузі науки і техніки.

## Біографічні відомості
Народився Володимир Перхач 16 червня 1929 р. у с. Мацьковичі Перемишльського повіту (Польща), українець. Після закінчення середньої школи протягом 1946—1952 рр. навчався в ЛПІ, який закінчив за спеціальністю «Електричні станції, мережі та системи» і працював на посаді інженера Туапсинської ТЕЦ, відтак — Львівської проектно-дослідної станції Українського відділу інституту «Гідропроект».

## Наукова діяльність
1955—1962 рр. — асистент, згодом — старший викладач кафедри теоретичної та загальної електротехніки (ТЗЕ). З 1964 р. — старший викладач кафедри електричних систем та мереж (ЕСМ), після захисту докторської дисертації йому присуджено учений ступінь доктора технічних наук і обрано на посаду завідувача кафедрою ТЗЕ, а в 1988 р. присвоено вчене звання професора. Завідувачем професор працював до осені 1996 року. У 1991 р. за наукові досягнення присуджено почесне звання лауреата Державної премії України в галузі науки і техніки.
Упровадив у навчальний процес сучасні математичні методи і обчислювальну техніку. В науково-дослідній роботі сформував новий напрям — «Математичне моделювання процесів і оптимізація електроенергетичних систем з вентильними пристроями». Піонер комп'ютеризації, методів аналізу і оптимального синтезу електричних кіл і електроенергетичних систем, учений у галузі метрології та дидактики вищої школи. Очолював Центр науково-технічної термінології України і технічний комітет стандартизації. Автор понад 200 наукових праць, у тому числі — 11 україномовних підручників та посібників. Під його керівництвом захищено 14 кандидатських дисертацій.
Керівник Студентського наукового товариства факультету, відповідальний за випуск «Наукових записок» факультету.
Як голова Програмного комітету організував і провів 4 Міжнародні наукові конференції з проблем української науково технічної термінології (1992—1996 рр.), Міжнародну наукову конференцію з проблем викладання чужоземних мов у технічних вищих навчальних закладах (1994 р.) і Міжнародну науково-технічну конференцію з математичного моделювання в електротехніці й енергетиці (1995 р.).
Помер 12 листопада 2005 року. Похований на 41 полі Янівського цвинтаря м. Львова.